# Barque Néchémet

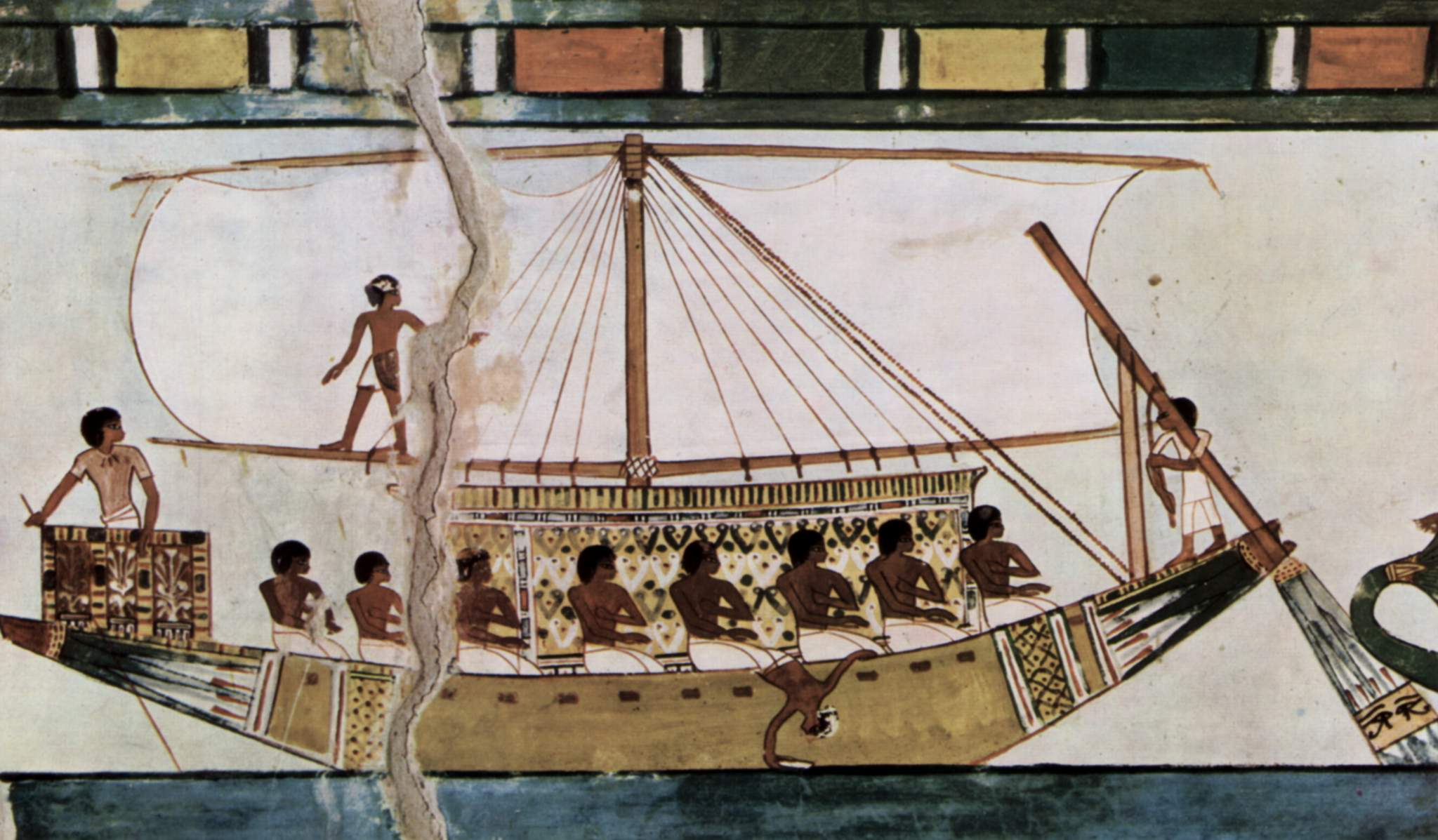
Cortège funèbre d'Abydos avec le bateau qui transporterait les corps de Menna et de sa femme.

La barque Néchémet est la barque sacrée appartenant au dieu Noun, dans lequel la divinité égyptienne Osiris  était transportée sur le Nil lors de la fête d'Osiris à Abydos. Le départ du dieu de son temple, son voyage vers sa tombe et son retour triomphal étaient mis en scène et attiraient de nombreux spectateurs qui participaient aux parties publiques des mystères.
On trouve trace de l'écriture de cette barque dans les Textes des sarcophages.

## Mythe
Le mythe de la mort et de la résurrection d'Osiris a fait naître l'espoir d'une vie éternelle dans le cœur des croyants, et depuis la VIe dynastie, ils préféraient souvent être enterrés près de leur dieu à Abydos. Leurs momies étaient transportées vers la ville dans des barques funéraires décorées rappelant la barque Néchémet d'Osiris. La participation à la construction d'une barque Néchémet était un événement d'une certaine importance, dûment enregistré parmi les bonnes actions dans les inscriptions mortuaires « autobiographiques » d'une personne,. Les représentations de tombes montrent les défunts dans des barques Néchémet, ainsi, par exemple, dans la tombe TT100, la statue du vizir Rekhmirê est représentée dans un sanctuaire sur la barque Néchémet avec un prêtre faisant des libations.

## Autres barques divines
Il existait d'autres barques divines comme la barque Henou de Sokar, ainsi que les barques solaires de Rê, qui comprenaient la barque du matin, Mândjyt, et la barque du soir, Mésektet.